# Cantó de Riòm de las Montanhas
El cantó de Riòm de las Montanhas és un cantó francès del departament del Cantal, situat al districte de Mauriac. Té 8 municipis i el cap és Riòm de las Montanhas.

## Municipis
- Apchon
- Collandres
- Menet
- Riòm de las Montanhas
- Saint-Étienne-de-Chomeil
- Saint-Hippolyte
- Trizac
- Valeta

## Història
| Data d'elecció                           | Identitat         | Partit           | Qualitat |
| ---------------------------------------- | ----------------- | ---------------- | -------- |
| 1958-1964                                | M. Gilbert        | MRP              |          |
| 1964-1970                                | M. Tible          | Divers droite    |          |
| 1970-1988                                | Georges Godenèche | UDR, després RPR |          |
| 1988-2001                                | Raymond Cerruti   | RPR              |          |
| 2001-2008                                | Pierre Fouillade  | PS               |          |
| 2008-                                    | Guy Delteil       | UMP              |          |
| les dades anteriors no són pas conegudes |                   |                  |          |
|                                          |                   |                  |          |

## Demografia
| 1962  | 1968  | 1975  | 1982  | 1990  | 1999  | 2007  |
| ----- | ----- | ----- | ----- | ----- | ----- | ----- |
| 7.068 | 7.535 | 6.998 | 6.460 | 5.875 | 5.186 | 4.829 |